# Иштван Мајор
Иштван Мајор (мађ. István Major; Будимпешта, 20. мај 1949 — Торонто, 5. мај 2014} бивши је мађарски атлетски репрезентативац, који се такмичио у скоку увис. Освојио је четири медаље на Европским првенствима у дворани између 1971. и 1974. године, као и две сребрне медаље на Универзијадама. Његов најбољи олимпијски пласман било је шесто место 1972. године.
По завршетку активне такмичарске каријере Иштван Мајор се наставља такмичити са ветеранима: 1990. године, у 41 години постао је европски првак у категорији преко 40 година скоком 2,07 м. Године 2002, у 53. години, скочио је 1,85 m
Иштванов син Нимрод такође се такмичи у скоку увис.

### Значајнији резултати
| Датум | Такмичење                    | Место    | Пласман | Резултат | Белешка |
| ----- | ---------------------------- | -------- | ------- | -------- | ------- |
| 1969. | Европско првенство           | Атина    | 5.      | 2,14     | [ 6 ]   |
| 1971. | Европско првенство у дворани | Софија   |         | 2,17 м   |         |
| 1971. | Европско првенство           | Хелсинки | 4.      | 2,17     |         |
| 1972  | Европско првенство у дворани | Гренобл  |         | 2,24 м   |         |
| 1972  | Олимпијске игре              | Минхен   | 6.      | 2,15 м   |         |
| 1973. | Европско првенство у дворани | Ротердам |         | 2,20 м   |         |
| 1973. | Универзијада                 | Москва   |         | 2,18 m   |         |
| 1974  | Европско првенство у дворани | Гетеборг |         | 2,20 м   |         |
| 1974  | Европско првенство           | Рим      | 4.      | 2,19     | [ 6 ]   |
| 1975  | Европско првенство у дворани | Катовице | 8.      | 2,16 м   |         |
| 1975  | Универзијада                 | Рим      |         | 2,13 m   |         |